# ادوارد لاکمن
ادوارد لاکمن (انگلیسی: Edward Lachman؛ زادهٔ ۳۱ مارس ۱۹۴۸) فیلم‌بردار اهل ایالات متحده آمریکا است.
از فیلم‌های مطرح او می‌توان از من آنجا نیستم، سلنا، دور از بهشت، نوامبر شیرین، ارین براکویچ و سیمون نام برد.